# Демократска партија (Република Српска)
Демократска партија (ДП) је бивша политичка странка у Републици Српској и Босни и Херцеговини. Странка је настала 2009. године издвајањем дијела чланства Српске демократске странке, а 9. јуна 2013. године је заједно са Народном демократском странком основала Народни демократски покрет.

## Историјат
Након лоших изборних резултата, које је СДС имао на општим изборима 2006. године, долази до првих трзавица у руководству странке између предсједника СДС-а Драгана Чавића и његовог замјеника Младена Босића. Због лоших резултата, поготово у Изборној јединици 4, Босић подноси оставку и исто то захтијева и од Драгана Чавића. Чавић одбија поднијети оставку, изјавивши да ће то учинити уколико то од њега затраже Главни одбор и Скупштина странке. На сједници Предсједништва СДС-а 5. новембра 2006. Чавића су у одлуци подржала четири члана предсједништва (Душан Стојичић, Борислав Бојић, Веско Будимчић и Момчило Новаковић), док су се, уз Босића, још три члана заложила да Чавић поднесе оставку (Мићо Мићић, Бошко Шиљеговић и Бранислав Шкобо).
Неколико дана касније, 14. новембра 2006, одржана је сједница Главног одбора Српске демократске странке, на којој је изгласано неповјерење тадашњем Предсједништву СДС-а, а једна од главних замјерки предсједнику странке Драгану Чавићу била је то што је предсједнику СНСД-а Милораду Додику дао мандат за састав тадашње Владе Републике Српске. Након оваквог исхода сједнице Драган Чавић је поднио оставку на мјесто предсједника странке.
На сједници Скупштине СДС-а 15. децембра 2006. у Добоју за новог предсједника странке изабран је Младен Босић.
Популарност СДС-а је наставила слабити, те је странка прошла лоше и на локалним изборима 2008. године. На сједници Главног одбора, 12. новембра 2008, од Босића је захтијевана оставка, али није било довољно гласова за његову смјену, те је то остављено за скупштину странке. Највећи критичари Босићевог рада били су Момчило Новаковић, Слободан Шараба, Душан Стојичић, Огњен Тадић, Бошко Шиљеговић, Вукашин Војиновић, Стеван Медић, Станко Пивашевић и Дарко Бањац.
Без обзира на критике и слабе изборне резултате, Скупштина СДС-а на својој сједници 22. новембра 2008. године у Добоју указује повјерење предсједнику Младену Босићу. Дио делегата, међу којима су били и народни посланици Душан Стојичић из Теслића, Борислав Бојић из Приједора, те Огњен Тадић, Војислав Глигић и Бранислав Шкобо из Бањалуке, незадовољан начином гласања, напушта ову сједницу.
Након бурне сједнице страначке скупштине у Добоју настављају се расколи у партији. Непуне три седмице након овог догађаја, 10. децембра 2008, народни посланици у скупштини Републике Српске Војислав Глигић и Бранислав Шкобо напустили су Клуб посланика СДС-а и почели дјеловати као независни посланици.
Већ сутрадан, 11. децембра, на конференцији за новинаре свој излазак из Српске демократске странке обзнанио је и Драган Чавић. Чавић је најавио и стварање нове странке, којој ће се прикључити и два бивша СДС-ова посланика.
Недуго затим странку напушта и Ђорђе Миличевић из Шамца.
Дана 29. децембра 2008. оставку на све функције у странци подноси посланик СДС-а у Представничком дому Парламентарне скупштине БиХ Момчило Новаковић из Прњавора и постаје независни посланик.
Након што је напустио СДС, Чавић је приступио стварању нове странке, а у Иницијативни одбор за формирање нове партије ушли су и Војислав Глигић и Бранислав Шкобо.
Дана 15. јануара 2009. Драган Чавић је уз потребан број потписа у Основном суду у Бањалуци регистровао Демократску партију. Поред њега суоснивачи странке су Момчило Новаковић, Војислав Глигић, Бранислав Шкобо и Ђорђе Миличевић.
Један од првих чланова Демократске партије је бивши министар финансија у Влади РС и бивши члан ПДП-а Миленко Врачар, као и бивши министар просвјете у Влади РС, бивши члан Српске радикалне странке и Српске демократске странке и бивши потпредсједник Српске напредне странке Републике Српске Гојко Савановић из Градишке.
Након регистровања кадар ДП-а почиње са оснивањем иницијативних одбора за формирање општинских одбора Демократске партије у општинама Републике Српске. Већ 16. јануара Драган Чавић изјављује да је образовано 9 иницијативних одбора (Бањалука, Србац, Добој, Модрича, Шамац, Доњи Жабар, Пелагићево, Угљевик и Зворник), те да се припрема оснивање одбора у Невесињу, Источном Сарајеву, Бијељини и Брчком.
До 18. фебруара 2009. формирано је 27 иницијативних одбора у РС, а на тај дан засједао је Иницијативни одбор у Зворнику, за чијег је предсједника изабран бивши министар привреде, енергетике и развоја у Влади РС Милан Богићевић, који је из СДС-а искључен 16. јануара 2007. године. 27. фебруара 2009 формиран је иницијативни одбор ДП у Дервенти а за предсједника је изабран Миодраг Тепић.
До 7. марта ДП има иницијативне одборе у 37 општина.
Почетком марта је објављено да су из СДС-а у ДП прешли бивши градоначелник Источног Сарајева Радомир Кезуновић, тадашњи одборник у Скупштини града Бањалуке Слободан Билбија, одборница у Скупштини општине Братунац Славица Јовановић и одборник у Скупштини општине Лакташи Вукашин Војиновић.
У марту је формиран и Иницијативни одбор ДП у Приједору. За предсједника овог одбора изабран је директор приједорског „Водовода“ Милорад Шипка.
У Модричи је 26. априла формиран 39. иницијативни одбор, на чије је чело постављен Зоран Тодоровић. Трибини овог одбора присуствовали су и предсједници три формирана иницијативна одбора: Ђорђе Миличевић из Шамца, Миодраг Тепић из Дервенте и Божо Костић из Добоја.
За предсједника Иницијативног одбора у Мркоњић Граду изабран је Здравко Ступар, а странци су се прикључили и Бранко Бјелајац и бивши предсједник ДНС-а Драган Костић. До 30. априла број чланова ДП-а порастао је на 5 хиљада. 19. јуна 2009. у Дервенти је формиран Општински одбор ДП који броји 28 чланова а за предсједника је једногласно изабран Миодраг Тепић, досадашњи предсједник Иницијативног одбора ДП Дервента.
У Бијељини је Иницијативни одбор формиран 18. јуна. Повјерење за руковођење овим одбором указано је бившем члану СДС-а Бори Босићу. Боро Босић је некадашњи директор Рудника и термоелектране Угљевик, а обављао је и функције супредсједавајућег Савјета министара БиХ и министра привреде у Влади РС.
Седам дана касније, 25. јуна, у овом граду је потписан протокол о уједињењу Демократске партије, Демократске српске странке из Брчког и Покрета за Семберију из Бијељине. Протокол су потписали предсједник ДП-а Драган Чавић, замјеник предсједника Демократске српске странке Ненад Којић и предсједник Покрета за Семберију Драган Крстић. Потписивањем протокола број чланова Демократске партије повећао се за око 4000.
Средином јула напушта СДС и прелази у ДП српски делегат у Дому народа Парламента БиХ Слободан Шараба из Требиња. Шараба за собом повлачи и друге чланове СДС-а у Херцеговини: Неђу Ћебеџију, бившег директора Електропривреде РС Светозара Аћимовића, бившег директора Индустрије алата Требиње Милана Грубача, бившег посланика СДС-а у Парламенту БиХ Љиљану Милићевић.
Дана 25. јула 2009. у Требињу је формиран Иницијативни одбор Демократске партије, а 16. децембра 2009. формиран је Иницијативни одбор у Билећи. Формирањем одбора у свим херцеговачким општинама испуњава се план руководства партије о заступљености на цијелој територији РС.
Након Републике Српске у плану је формирање иницијативних одбора и у Федерацији БиХ.
Крајем 2009. године Демократска партија била је присутна у 53 општине — 49 у РС и 4 у ФБиХ, а у плану је формирање још 3 одбора у Републици Српској и 4 одбора у Федерацији БиХ. Број чланова износи око 16 000.

## Идеологија
Демократска партија је народна демократска странка, односно умјерена странка десног центра, а циљ јој је да уђе у Европску народну странку, чије су чланице и Партија демократског прогреса, Странка демократске акције и Хрватска демократска заједница БиХ.

## Симболи
Знак Демократске партије су два истостранична троугла који се мимоилазе, а који образују ћирилична слова Д и П, два почетна слова у називу стране. Заставе странке су српска тробојка са знаком странке на плавом пољу и плава застава са знаком партије на средини.

## Заступљеност у органима власти
У Народној скупштини Републике Српске Демократска партија има два посланика — Војислава Глигића и Бранислава Шкобу, који су из Клуба посланика СДС-а иступили 10. децембра 2008. и прикључили се Драгану Чавићу.
У Представничком дому Парламентарне скупштине БиХ посланик ДП-а је Момчило Новаковић, који је СДС напустио 29. децембра 2008. године. У Дому народа Парламента БиХ делегат српског народа из ДП је Слободан Шараба, који је из СДС-а изашао у јулу 2009.
Осим на вишем нивоу, ДП има и неколико одборника у органима локалне управе. Одборници ДП-а који су напустили СДС у марту 2009. су Славица Јовановић, одборник у Скупштини општине Братунац, Вукашин Војиновић одборник у Скупштини општине Лакташи и Радован Кезуновић, одборник у Скупштини општине Источна Илиџа. У Скупштини града Бањалуке одборник је био Слободан Билбија (1949—2009).
Поред набројаних, ДП има и одборника у Скупштини општине Бијељина и посланика у Скупштини Брчког. Одборник у Бијељини је бивши члан Покрета за Семберију Перо Спасојевић, а посланик у брчанској скупштини је бивши предсједник Демократске српске странке Радослав Богићевић.